# Roëzé-sur-Sarthe
 Roëzé-sur-Sarthe  es una población y comuna francesa, situada en la región de Países del Loira, departamento de Sarthe, en el distrito de La Flèche y cantón de La Suze-sur-Sarthe.

## Historia
La comuna se denominó Roézé-sur-Sarthe hasta el 31 de diciembre de 2021.

## Demografía
| 1132 | 1252 | 1616 | 1866 | 1903 | 2327 |
| Para los censos de 1962 a 1999 la población legal corresponde a la población sin duplicidades (Fuente: INSEE [Consultar]) |      |      |      |      |      |